# Norton Commander
Norton Commander is een hulpprogramma voor bestandsbeheer van DOS-pc's, dat sinds 1986 model heeft gestaan voor een aanzienlijk aantal vergelijkbare programma's.

## Geschiedenis
Norton Commander 1.0 werd van 1984 tot 1986 geschreven door John Socha en vervolgens op de markt gebracht door Peter Norton Computing, het bedrijf dat later ook bekend is geworden met de Norton Utilities. Tot 1991 werden er ruim een miljoen exemplaren van de software verkocht. Na het verschijnen van Norton Commander 4.0 werd het bedrijf van Norton in 1991 verkocht aan de firma Symantec. Zij brachten in 1995 een versie 5 voor DOS uit, en in 1998 versie 2.01 voor Microsoft Windows. Windows was toen echter al vele jaren op de markt en er waren in de tussentijd al Windows-klonen verschenen van de Norton Commander, zoals het shareware-programma Windows Commander. Norton Commander 2.01 voor Windows was commercieel geen succes. Er zijn sindsdien geen nieuwere versies van verschenen.

## Kenmerken
Tot het verschijnen van de Norton Commander werkten de meeste mensen met de opdrachtregel en met batchbestanden. De Norton Commander was een grote verbetering: het programma had twee vensters waarin twee directory's getoond konden worden en waarmee het beheren van bestanden (openen, bewerken, directory's vergelijken, werken met zipbestanden) gemakkelijk werd gemaakt. Ook was er een geïntegreerde viewer waarmee bestanden snel konden worden bekeken zonder het bijbehorende programma (bijvoorbeeld dBase) te starten.

## Klonen
Het concept van de Norton Commander vond veel navolging. De belangrijkste klonen zijn:
- Midnight Commander (Linux);
- Windows Commander, later hernoemd tot Total Commander (Windows);
- FAR Manager (Windows);
- Dos Navigator en Volkov Commander (DOS);
- Krusader en GNOME Commander (Linux);
- WinNc (Windows Vista).

De interface werd een inspiratie voor DOS-programma's zoals de hexadecimale viewer Hiew en de compressieprogramma's RAR en ACE.